# النقاش عثمان
النقاش عثمان (يُطلق عليه أحيانًا عثمان المنمنم) كان كبير منمنمي الإمبراطورية العثمانية خلال النصف الأخير من القرن السادس عشر. إن تواريخ ميلاده ووفاته غير معروفة بشكل جيد، ولكن معظم أعماله يرجع تاريخها إلى الربع الأخير من القرن السادس عشر.
أقدم الرسوم التوضيحية المعروفة للنقاش عثمان كانت بين عامي 1560 و1570 لترجمة تركية للقصيدة الفارسية الملحمية شاهنامه للشاعر الفردوسي. ومن المعروف أنه كان الرسام الرئيس لمختلف الكتب التاريخية الرسمية التي كتبها سيد لقمان لمراد الثالث والتي أُنتجَت في هذا العصر، بما في ذلك كتاب ظفر نامه ( كتاب الانتصارات)، وكتاب شاهنامه سليم خان ( كتاب ملوك سليم خان). والشهين شاه نامه (كتاب ملك الملوك). في عام 1582 عمل على كتاب السعادة الفلكي، وحوالي عام 1585 كان أحد رسامي سيرة النبي، وهي ملحمة عن حياة النبي محمد كُتبت حوالي عام 1388.

## الأسلوب
وُصِف أسلوب عثمان التوضيحي بأنه "بسيط، ولكنه ثاقب". تُظهر رسوماته اهتمامًا دقيقًا بأدق التفاصيل، حيث تصور الأحداث بأسلوب واقعي.
تميل صور عثمان إلى إظهار مشاعر أكثر من صور فناني البلاط السابقين. على سبيل المثال، لطالما رُسمت قصة رستم وسهراب بالطريقة نفسها، بشخصيات هامشية تبدو "بعيدة، منعزلة، وساكنة، [ولا تكاد] تُظهر أي أثر لتعابير الوجه أو الجسد"، بينما في نسخة عثمان يبدو عريس سهراب "ينهار حزنًا وصدمة" وهو يشهد رستم يقتل ابنه.
أثَّر عمله على الجيل التالي من رسامي البلاط في الإمبراطورية العثمانية، حيث استمدت الأعمال المهمة في هذا العصر أسلوبه.

## الأدب
رواية اسمي أحمر للكاتب أورهان باموق الحائز على جائزة نوبل هي رواية خيالية عن عثمان وورشته. في القصة، عثمان يصيب نفسه بالعمى بإبرة، محاكيًا عمى الرسام المصغر الأسطوري الإيراني بهزاد. في الرواية يمثل موته "نهاية المنمنمات العثمانية" لأن من بعده يتِّبع رسامو المنمنمات الفنون الغربية تاركين المنمنمات العربية والفارسية.

## المنمنمات

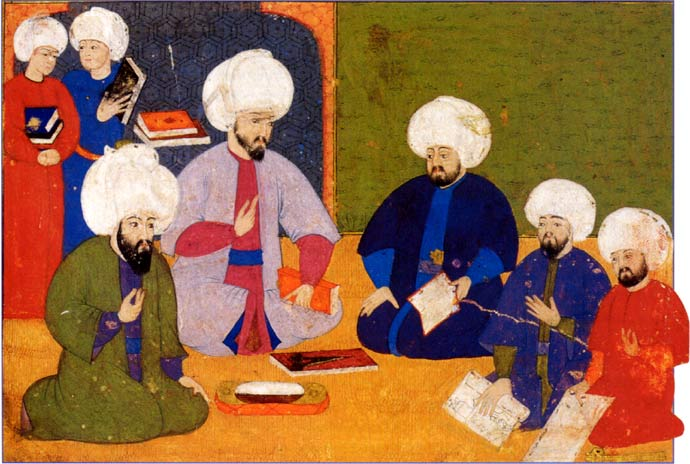
الاستشارة لبرنامج شاهنامه سليم خان مع العلماء شمس الدين أحمد كاراباجي وسيد لقمان [الإنجليزية] والكاتب إلياس كاتب والرسامين نقاش عثمان وعلي، 1571-1581 (ورقة 9ر)
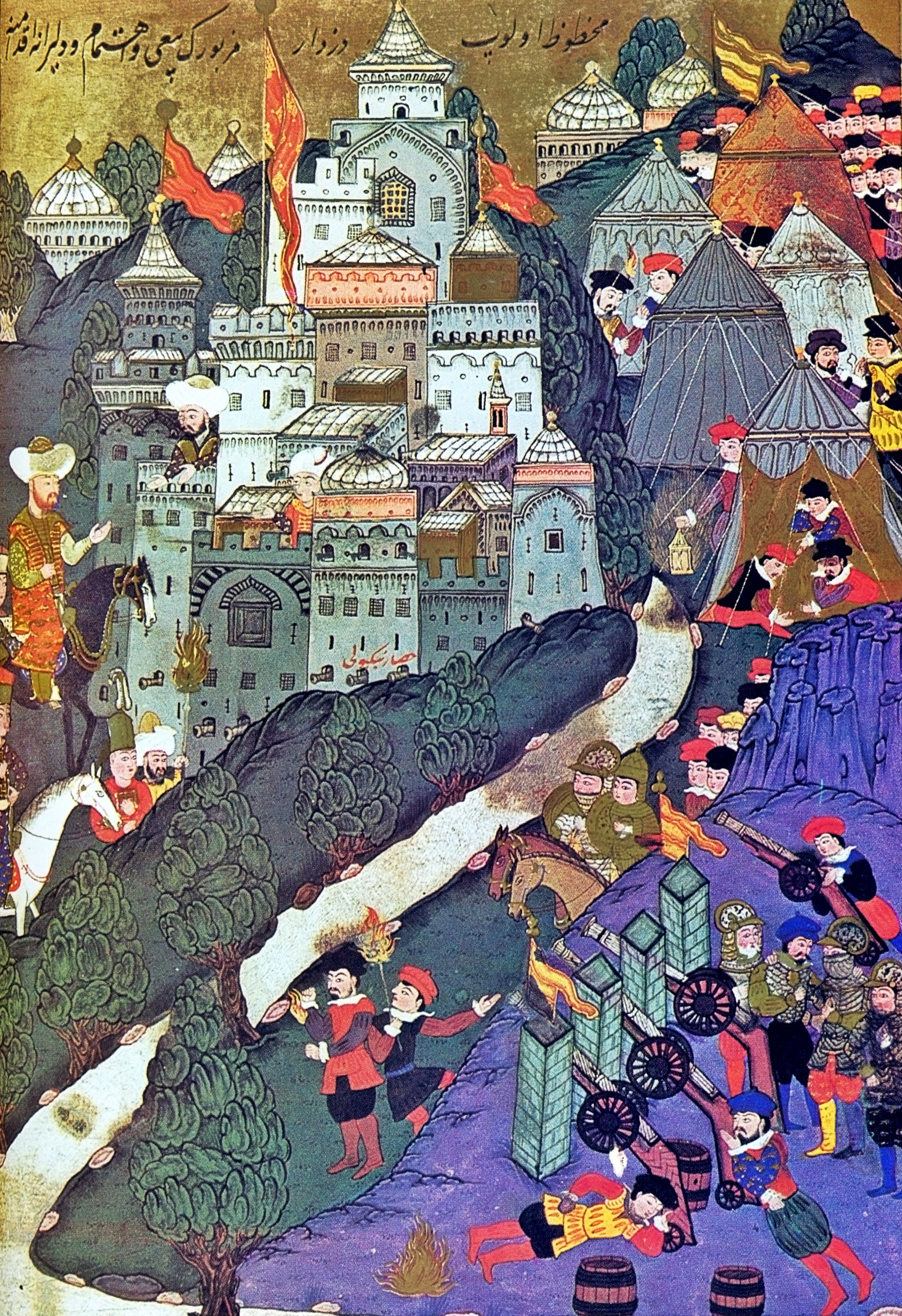
تصوير لمعركة نيكوبوليس عام 1396 من هونرنامه [الإنجليزية] ، 1584-1588
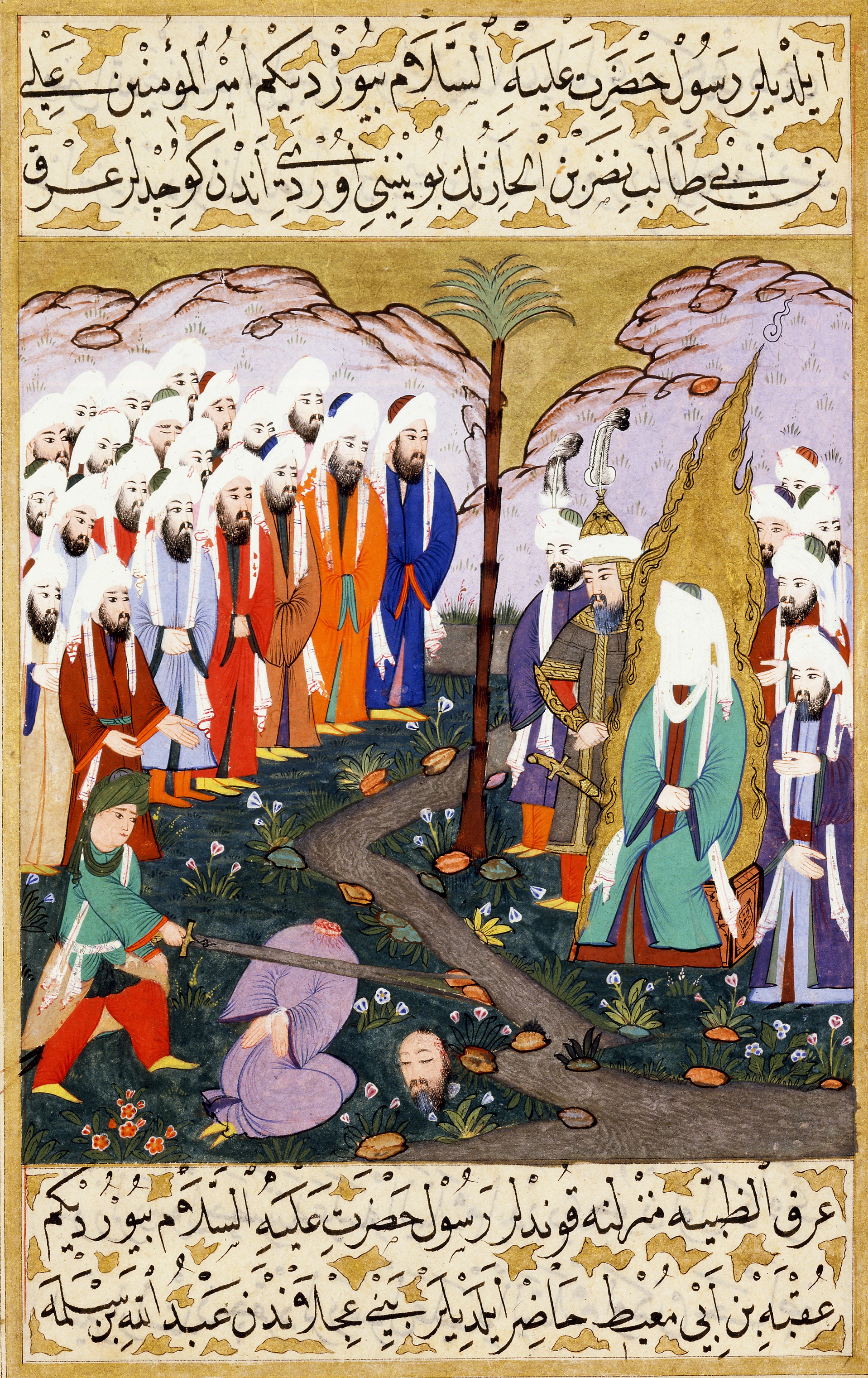
الإمام علي ينتصر على النضر بن الحارث بحضور النبي محمد، من سيرة النبي للسلطان مراد الثالث، 1595
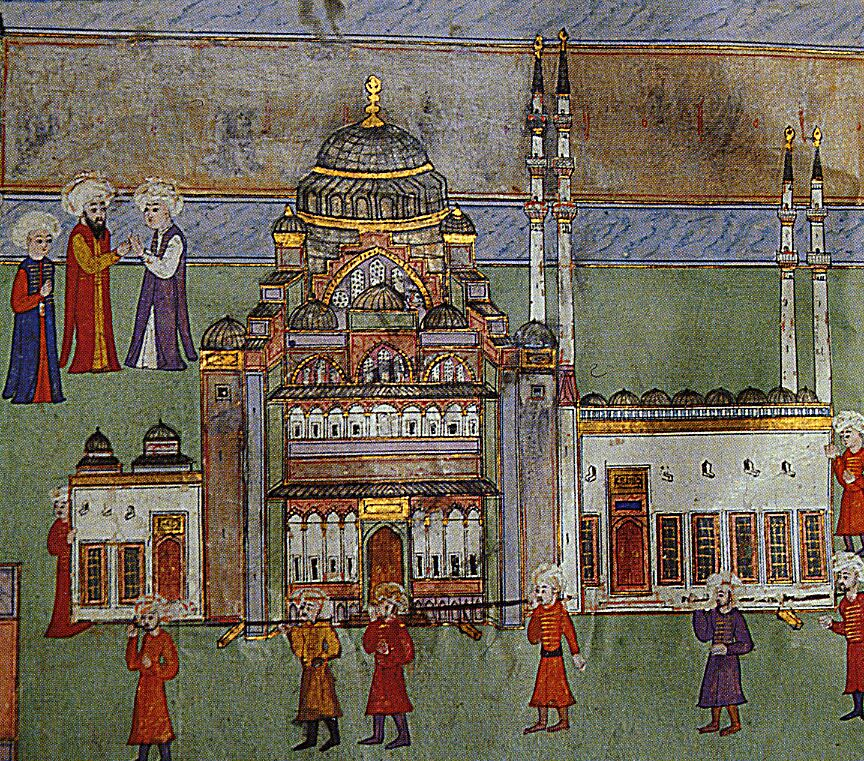
نقل نموذج لمسجد السليمانية من سورنامه همانيون [الإنجليزية] ، 1582
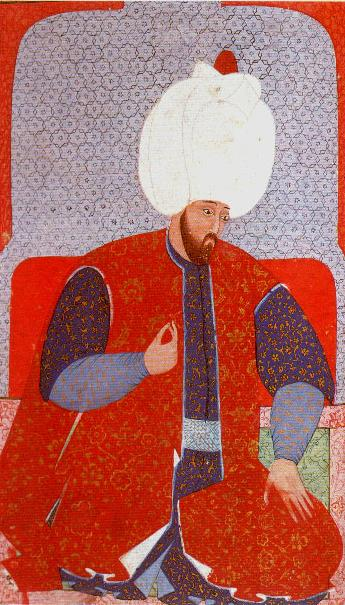
صورة سليمان القانوني ، سلطان الدولة العثمانية من عام 1520 إلى عام 1566، من كتاب سمايل نام
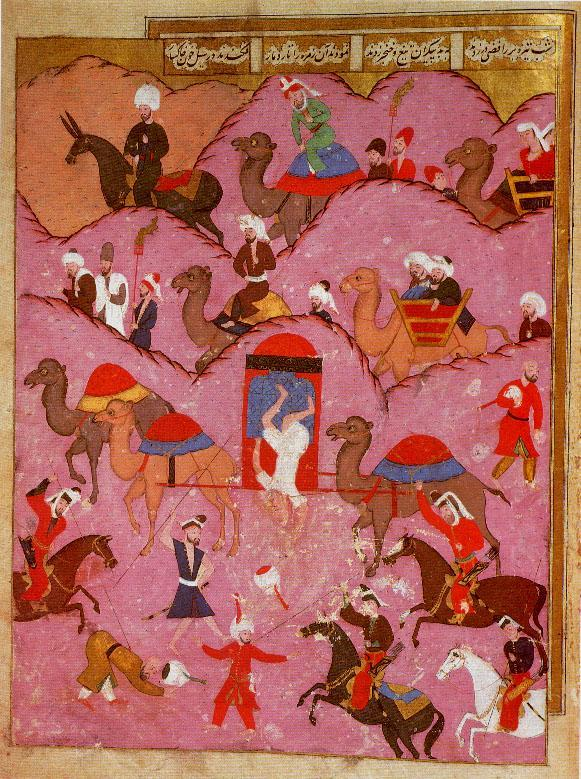
اغتيال معصوم بك، مبعوث الشاه الصفوي طهماسب، على يد البدو في الحجاز، من شاهنامه سليم خان (ورقة 1) 68أ)
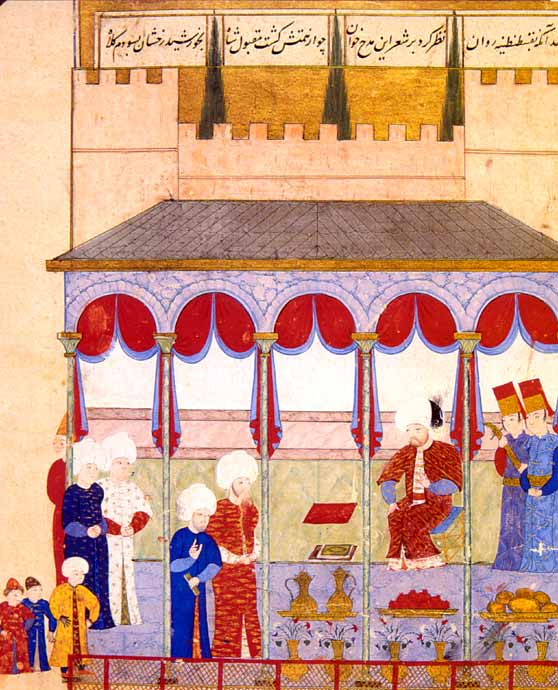
السلطان سليم الثاني يستقبل سيد لقمان والصدر الأعظم صقللي محمد باشا في قصر أدرنة ، من شاهنامه سليم خان
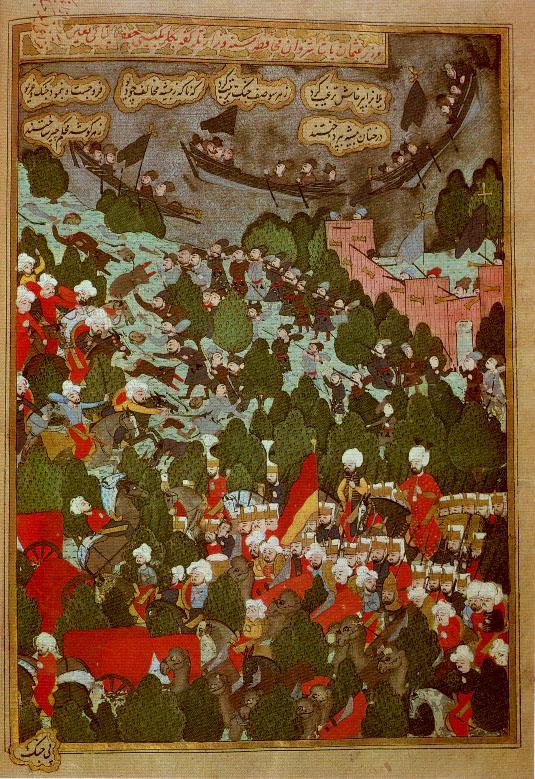
عثمان باشا وجعفر باشا، الحاكم العثماني لشيروان، في معركة ضد القوزاق ، من كتاب " شهين شاهنامه" ، 1597-1598 (الورقة 130ب)
برج السرطان من كتاب السعادة، 1582
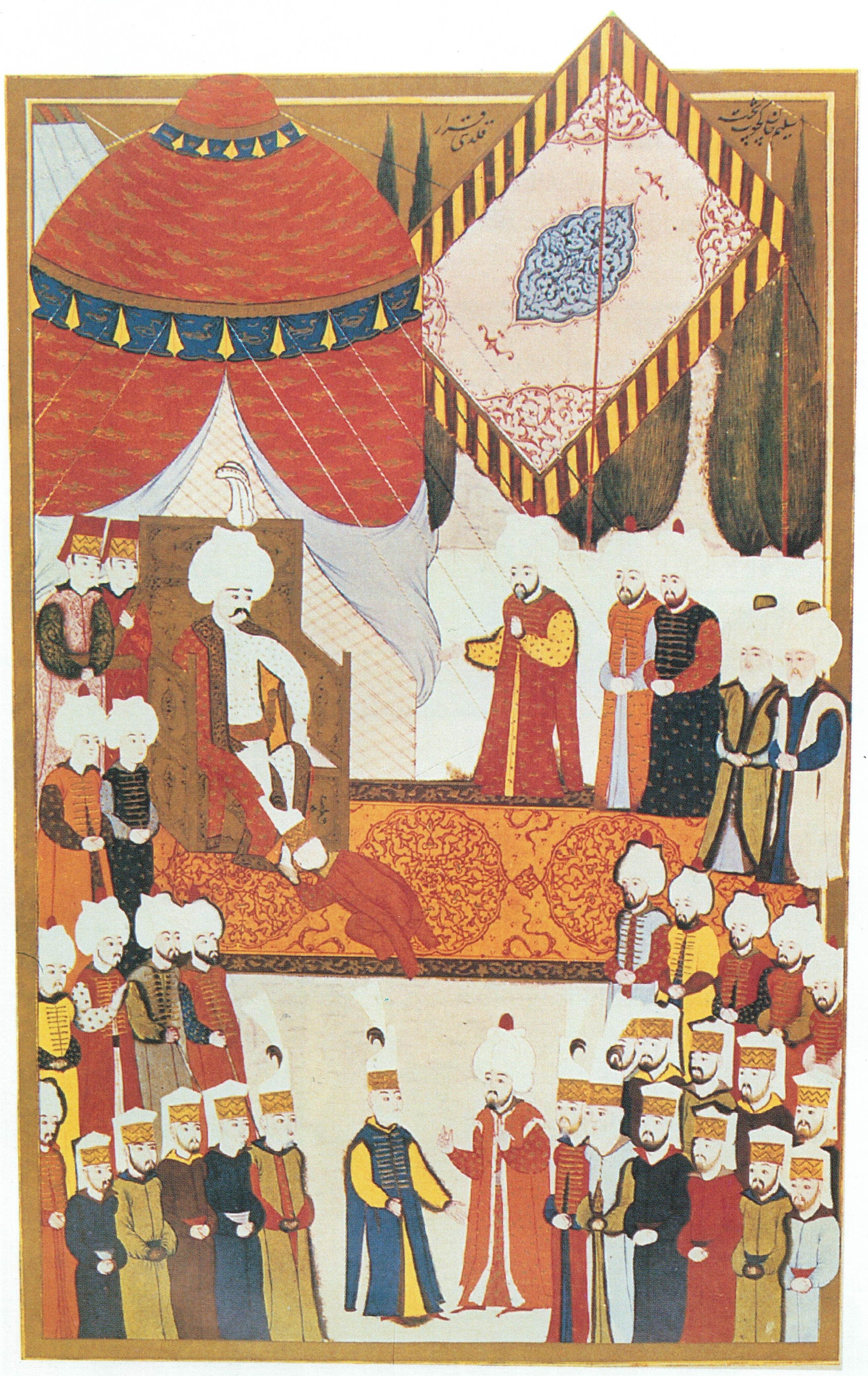

## الملاحظات
1. ↑  لفظ النقاش في اسمه يشير للمنمنمات وليس النقش
2. ↑  Ms. Or. 7043, British Library
3. ↑  Sehname-i Türki, H. 1522, folio 148. Topkapi Palace Library

## روابط خارجية
- منمنمات من شاهنامه سليم هان
- مجسمات من مكتبة الشهين شاهنامه
- مجسمات كاملة من هونرنايم